# موكني (بوزروال)
موكني هي إحدى مشيخات المملكة المغربية، تتبع جغرافيا لإقليم زاكورة وإداريًا لبوزروال. يقدر عدد سكانها بـ 4418 نسمة حسب الإحصاء الرسمي للسكان والسكنى لسنة 2004.